# Лајферде
Лајферде (њем. Leiferde) општина је у њемачкој савезној држави Доња Саксонија. Једно је од 41 општинског средишта округа Гифхорн. Према процјени из 2010. у општини је живјело 4.380 становника. Посједује регионалну шифру (AGS) 3151015.

## Географски и демографски подаци
Лајферде се налази у савезној држави Доња Саксонија у округу Гифхорн. Општина се налази на надморској висини од 62 метра. Површина општине износи 27,9 km². У самом мјесту је, према процјени из 2010. године, живјело 4.380 становника. Просјечна густина становништва износи 157 становника/km².